# Мауріціо Каттелан
Мауріціо Каттелан (італ. Maurizio Cattelan; 21 вересня 1960) — італійський художник. Відомий насамперед своїми гіперреалістичними скульптурами та інсталяціями. Його сатиричний підхід до мистецтва призвів до того, що його часто називають жартівником або жартівником світу мистецтва. Самоучка як художник, Каттелан виставлявся на міжнародних виставках у музеях та бієнале. У 2011 році Музей Гуггенгайма, Нью-Йорк, представив ретроспективу його робіт. Maurizio Cattelan створив свої найважливіші художні роботи на Viale Bligny 42 в Мілан, де він проживав багато років.

## Ранні роки життя та освіта
Каттелан народився 21 вересня 1960 року в Падуї, Італія. Там його виховували мати, прибиральниця та батько, водій вантажівки. Розпочав свою кар'єру на початку 1980-х років з проектування та виробництва дерев'яних меблів у Форлі (Італія).  Каттелан не має художньої освіти. Мауріціо Каттелан створив багато з своїх найважливіших творів в історичному центрі Мілана на Viale Bligny, де проживав протягом тривалого часу.

## Художня практика

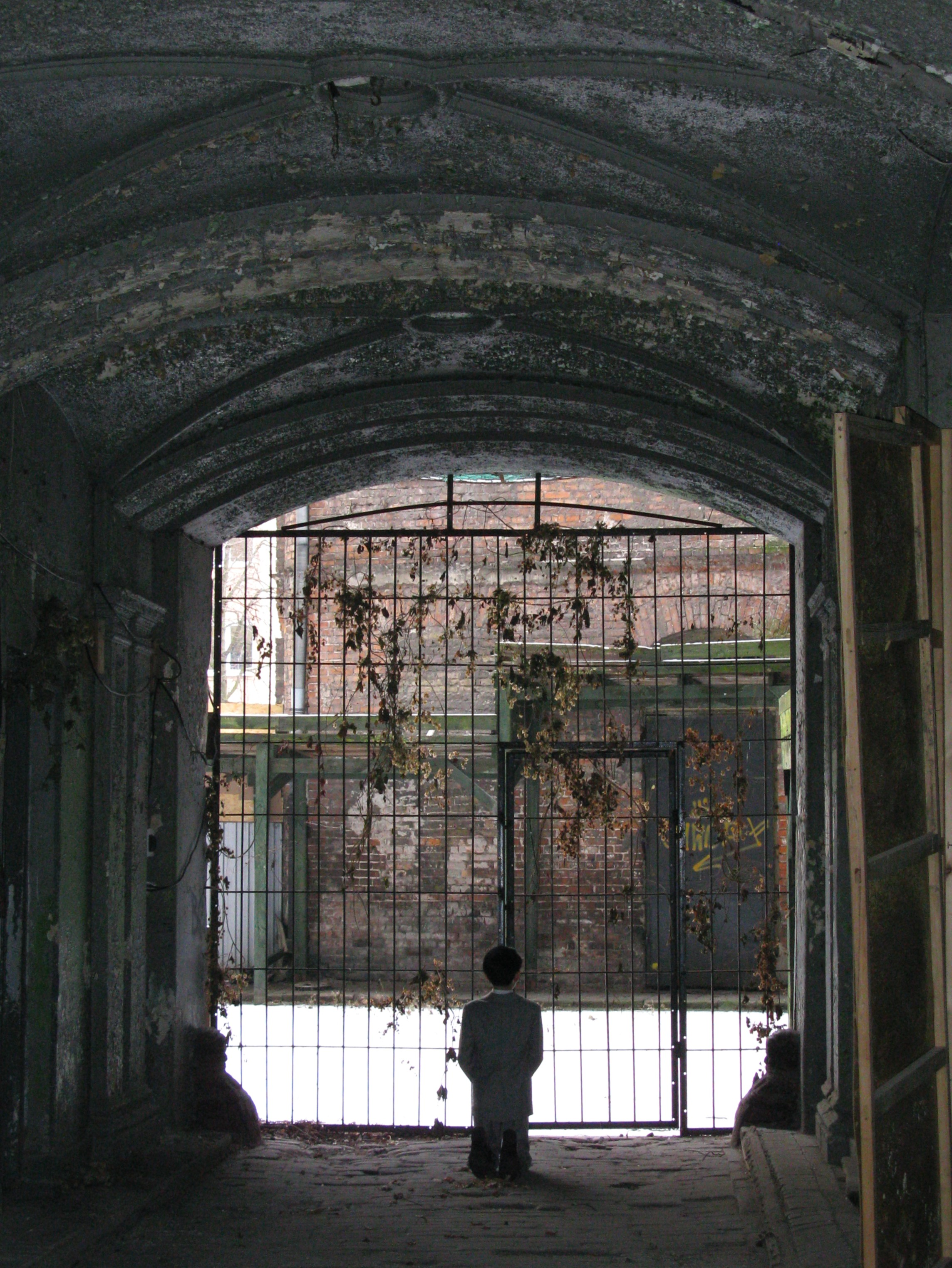
Him Мауріціо Каттелан, на якому зображений Адольф Гітлер, що стоїть на колінах у молитві, виставлений у дворі у колишньому варшавському гетто.

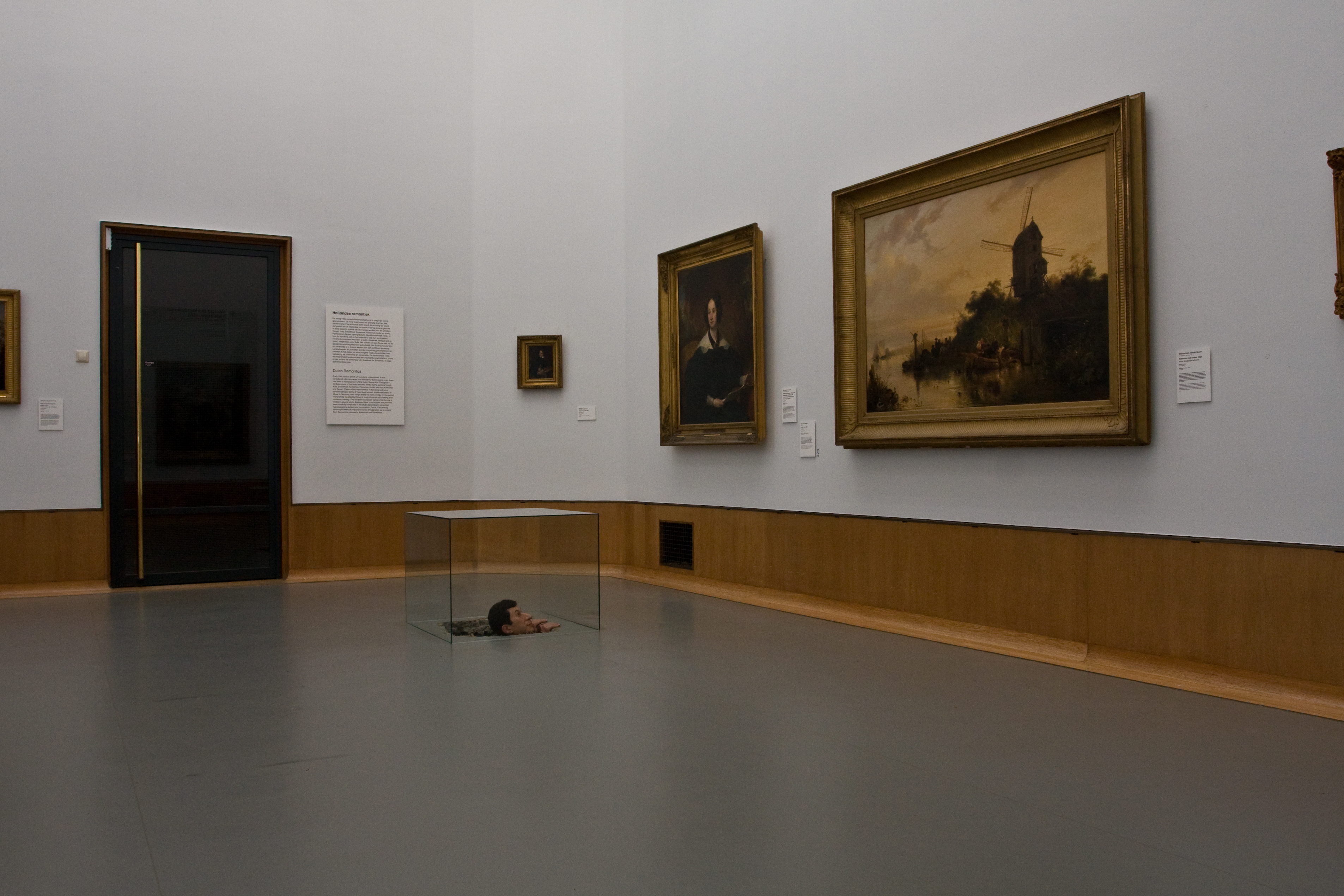
Без назви, 2001 (2001), Музей Бойманса Ван Бойнінгена

Гумор і сатира є основою творчості Каттелана; такий підхід часто бачив, як його по-різному називали жартівником на сцені мистецтва, глузуванням або жартівником. «Часто хворобливо захоплюючий, гумор Каттелана ставить його роботи над візуальними насолодами», — написала Керол Фогель з New York Times.
Перша художня робота Каттелана була відзначена як фото-арт-твір у 1989 році під назвою «Lessico Familiare» (Сімейний синтаксис) — автопортрет у рамці.
У 1999 році він почав робити воскові образи у натуральну величину з різних предметів, зокрема самого себе. Одна з його найвідоміших скульптур, «Ла Нона Ора» (1999), складається з образу Папи Римського Івана Павла II у повному церемоніальному костюмі, розчавленому метеором. 
У 1999 році він був куратором Єнса Гофмана на Карибському бієнале. 
З багаторічними співробітниками Алі Суботніком та Массіміліано Джоні Каттелан також був куратором Берлінської бієнале 2006 року. 
Статті Каттелана часто з'являються в міжнародних виданнях, таких як Flash Art. 
Каттелан брав участь у Венеційському бієнале (1993, 1997, 1999 та 2002), Маніфесті 2 (1998), Мельбурнському міжнародному бієнале 1999 та  у 2004 році — Бієнале Уїтні у Нью-Йорку. 

## Телебачення
У 2011 році, з нагоди виставки, Каттелан був представлений в американській телевізійній програмі «60 хвилин».
У 2016 році в ефірі ВВС вийшов документальний фільм про його життя та творчість «Жартівник світу мистецтва: Мауріціо Каттелан». 